# Perfect Cherry Blossom
Touhou Youyoumu ~ Perfect Cherry Blossom (東方妖々夢　〜 Perfect Cherry Blossom. Tōhō Yōyōmu?, tdl. «Sueño embrujado oriental ~ Flor de Cerezo Perfecta») es un videojuego danmaku de desplazamiento vertical y el séptimo videojuego oficial de la serie Touhou Project hecha por Team Shanghai Alice, y el segundo en ser lanzado para Microsoft Windows después de Embodiment of Scarlet Devil. El juego completo fue lanzado por primera vez el 17 de agosto de 2003, en la Comiket 64.

## Jugabilidad
Perfect Cherry Blossom presenta tres diferentes personajes jugadores para escoger, con dos tipos de ataque cada una. Reimu Hakurei puede pasar a través de los espacios de los proyectiles más fácilmente con su hitbox más pequeña y cubre una área gigante con sus disparos, pero los disparos hace de poco a decente daño según qué tipo se esté utilizando. Marisa Kirisame usa su velocidad más rápida para compensar su área de disparo menos densa, aunque también hace un daño bastante más alto. Sakuya Izayoi tiene un disparo con mayor área y más versátil que el de Reimu, pero puede ser bastante más difícil de utilizar y maniobrar.
El cambio más significativo que introduce Perfect Cherry Blossom sobre su predecesor Embodiment of Scarlet Devil es la adición del sistema de puntuación «Cherry».  Casi cada parte del juego está conectada con el «Cherry Meter»: disparando a los enemigos o rozando sus balas aumenta los cherry points, usando una bomba o muriendo reduce los cherry points, logrando conseguir 50,000 Cherry+ points da un escudo provisional.  Entre más alto el Cherry Gauge esté, más puntos el jugador puede obtener de los point items.
Otros cambios importantes en la jugabilidad que se introdujeron en Perfect Cherry Blossom son la visualización de la hitbox del personaje jugador mientras se esté enfocando (al mantener la tecla ⇧ Mayús presionada), cambiar las propiedades del disparo del jugador según si se está enfocando o no, y un cursor útil en el margen inferior durante una batalla contra un jefe el cual dice al jugador donde está actualmente ubicado el jefe.
Sólo en Perfect Cherry Blossom es donde hay un «Phantasm Stage» después del «Extra Stage», el cual es una versión más difícil del nivel extra y contiene la conclusión final de la historia de Perfect Cherry Blossom.

## Argumento
En la primavera de la 119.ª temporada, ocurrió un incidente llamado el incidente de nieve de primavera (春雪異変). En el reino escondido de Gensokyo, las personas se relajaban y gozaban en la calma de un invierno sin fin. La primavera no mostró ninguna señal de llegar incluso si ya era mayo, y de hecho las tormentas cada vez se hacían peores. Las tres heroínas, cada una con su propia razón, fueron afuera para hacer algo sobre este invierno extendido. Dependiendo de a quién se escoge, solo una de las tres heroínas fue la única en salir e investigar. Canónicamente, Reimu es quien resuelve este incidente.
Logrando estar por encima de las nubes, desde donde las flores de cerezo caen, la heroína entra por la puerta del inframundo (冥界). Allí es cuando son confrontada por la jardinera humana-espectro Youmu Konpaku. Youmu explica que ella ha robado la esencia de la «primavera» de Gensokyo para hacer que el Saigyō Ayakashi (西行妖), un árbol de cerezo yōkai, florezca perfectamente por órdenes de su maestra.  La heroína derrota a Youmu y se dirigen de inmediato a Hakugyokurō (白玉楼), donde el árbol está, para conseguir que la primavera de Gensokyo regrese. Allí la princesa fantasma de Hakugyokurō, Yuyuko Saigyouji revela que tiene interés en un cadáver que duerme debajo del Saigyou Ayakashi que está desde antes de que ella existiera. Para romper el sello, el cerezo yōkai necesita florecer completamente. Yuyuko y la heroína se enfrentan en una batalla feroz, para conseguir la última «primavera» contenida en la heroína que necesita para el florecimiento perfecto, y para reclamar la primavera de Gensokyo, respectivamente. Después de que la heroína derrota a Yuyuko, el Saigyou Ayakashi inicia a perder su salud. Aun así, el sello ha sido debilitado debido al florecimiento que fue casi completo, y la alma sellada es temporalmente liberado. El alma es revelado ser de Yuyuko, y la heroína esquiva ataque tras ataque hasta que la alma de Yuyuko es finalmente sellada de nuevo. A raíz del incidente de nieve de primavera, debido a que la llegada de primavera fue más tarde, la temporada de hanami se volvió más corta, y se también fue la razón para que Suika Ibuki iniciará otro incidente en un siguiente juego.
Unos días más tarde, Yuyuko le pregunta a la heroína por un favor. La frontera mágica entre Gensokyo y el inframundo fue debilitada por Yukari Yakumo, una de los amigos de Yuyuko, para que pudiera robar la primavera de Gensokyo más fácilmente, lo que resultó en muchos yūrei siendo vistos en Gensokyo. Yuyuko pide a la heroína encontrar a su amiga, quién estaría preparándose para el evento de ver flores durante ese tiempo, y recordarle que debe reparar la frontera. El modo extra cuenta sobre los esfuerzos de la heroína por encontrar a Yukari. En cambio, la heroína se encuentra a Chen, la jefa del nivel 2, otra vez. Termina resultando que Chen es la shikigami de Ran Yakumo, y una Ran enojada viene para enfrentarse contra la heroína después de que Chen fue derrotada de nuevo. Ran revela que ella también una shikigami, y que no va a dejar que ningún alborotador moleste a su maestro. La heroína se figura que derrotando a Ran conseguirá la atención de la amiga de Yuyuko, y después de una batalla feroz, Ran es derrotada.
Sorprendentemente, la maestra de Ran, Yukari, no aparece, y Ran le dice a la heroína que trate de regresar de nuevo por la noche, debido a que su maestra duerme menos a menudo de noche. En el modo fantasma, la heroína regresa por la noche y derrota una debilitada Ran otra vez, y después de eso finalmente Yukari aparece para saludar a la heroína. Yukari estaba bastante sorprendida de la capacidad de la heroína y decide continuar la batalla. Después de una lucha viciosa, Yukari es derrotada, y rápidamente utiliza sus capacidades para hacer la petición de la heroína. Sin embargo, debido a que no fue resuelto y continuo por un tiempo, Youmu fue a Gensokyo y devolvió a los yūrei con una luz hitodama.

## Personajes
Personajes jugables
- Reimu Hakurei (博麗 霊夢) – La miko del santuario Hakurei, está cansada de pasar frío todos los días y quiere encontrar la fuente de este tiempo antinatural. Dispara amuletos localizadores y agujas.
- Marisa Kirisame (霧雨 魔理沙) – Una maga vestida de negro, ve una flor de cerezo flotando hacia abajo fuera de su casa tibia y se pregunta si la primavera está pasando en algún otro lugar. Dispara láseres y misiles mágicos.
- Sakuya Izayoi (十六夜 咲夜) – La sirvienta líder del Scarlet Devil Mansion, sabe que sus suministros de invierno están disminuyendo deprisa, y quiere terminar el invierno prolongado antes de que se acaben por completo. Dispara cuchillos.

Personajes jefes
- Cirno (チルノ Chiruno?) – Jefe del nivel 2 de Embodiment of Scarlet Devil, Cirno regresa ahora como una subjefe en el nivel 1 en Perfect Cherry Blossom. Ella sigue usando ataques basados en carámbanos, pero ella no dice ningún diálogo en el juego.
- Letty Whiterock (レティ・ホワイトロック Reti Howaitorokku?) – Jefe del nivel 1, Letty es una especie de yuki-onna quien solo está activa durante el invierno. Siendo confundida como la causante del invierno sin fin, ella fue atacada por las heroínas. Ella posee la habilidad de manipular el enfriamiento—siendo el equivalente a una habilidad que manipula el invierno dentro de la naturaleza. Ella posee un tremendo poder según el ambiente, pero ella es bastante débil sin el invierno. Cuando no hay invierno, ella se esconde en algún lugar donde ningún rayo de luz solar pueda alcanzarla.
- Chen (橙?) – Jefe y subjefe del nivel 2 y subjefe del nivel extra. Una gato que vigila en la villa perdida de Mayohiga, Chen es en realidad la shikigami de Ran Yakumo, quien le confiere con los poderes de la brujería. Chen, siendo una bakeneko, adquiere los poderes de un furioso dios cuando está poseída, pero debido a que Ran es también una shikigami, sus habilidades son bastantes más bajas. Su conexión shikigami es eliminada cuando ella se mete al agua, y debido a que ella también odia el agua como la gato que es, ella tiene debilidad por el agua en cualquiera de los casos.
- Alice Margatroid (アリス・マーガトロイド Arisu Māgatoroido?) – Regresando de Mystic Square, la rediseñada Alice es la subjefe del nivel 3 dos veces y también la jefa del nivel. Ella es una maga que usa magia para manipular muñecas, una diferencia con respecto a sus antiguos ataques de estilo mágico. Ella tiene cabellera rubia y piel pálida, mientras sus muñecas también tienen una apariencia similar. Con una personalidad indiferente hacia otras personas, ella está atraída por la magia, y es usualmente muy segura de sí misma pero también algo tímido en algún aspecto.[1] Originalmente humana, ella se convirtió en una maga yōkai al completar parte de su entrenamiento. No ha sido mucho desde el día que se convirtió en maga, y debido a esto, ella sigue haciendo algunos hábitos humanos como comer y dormir que se han vuelto innecesarios. Ella reside en el bosque de la magia, y debido a que ella era originalmente humana, ella amablemente da refugio a aquellos perdidos en el bosque. Normalmente no, pero ella inesperadamente le gusta hacer duelos con otros con spell cards.
- Lily White (リリーホワイト Rirī Howaito?) – La subjefe del nivel 4. Una hada que celebra la llegada de la primavera con una barrera de balas. Ella es la primera subjefe en recibir un perfil de personaje oficial.
- Las hermanas Prismriver (プリズムリバー三姉妹 Purizumuribā San-shimai?) – Jefes del nivel 4. Ellas son poltergeists en forma de tres hermanas. Ellas fueron originalmente las hijas de un noble, pero un desafortunado evento causó que sus cuatro hijas se separaran. La cuarta hija, Layla Prismriver, fue incapaz de dejar la mansión que contenía muchos de sus recuerdos. Usando su poder, ella conjuro poltergeists con las apariencias de sus hermanas mayores, y lentamente fue olvidada junta con la mansión y las poltergeists. Incluso si los humanos mueren con el pasar del tiempo, las poltergeists continuaron con sus ruidosas vidas en esa mansión hasta este día. Las tres hermanas Prismriver, ahora como intérpretes musicales, fueron contratadas por Yuyuko Saigyouji para traer entretenimiento por la vista de flores que viene. Las protagonistas se encuentran con ellas en el porto hacia el inframundo.
  - Lunasa Prismriver (ルナサ・プリズムリバー Runasa Purizumuribā?) – La jefa principal del nivel 4 cuando se juega como Reimu. La mayor de las hermanas Prismriver. Ella toca el violín y prefiere hacer solos. Es honesta con respecto a los errores, siendo ella tal vez la más madura de las hermanas.
  - Merlin Prismriver (メルラン・プリズムリバー Meruran Purizumuribā?) – La jefa principal del nivel 4 cuando se juega como Sakuya. La mediana de las hermanas Prismriver. Ella toca la trompeta. Su magia es la más poderosa de las tres hermanas, pero su técnica no es muy buena. Aun así, ella es animada y tiende a obsesionarse sobre las cosas.
  - Lyrica Prismriver (リリカ・プリズムリバー Ririka Purizumuribā?) – La jefa principal del nivel 4 cuando se juega como Marisa. La menor de las hermanas Prismriver. Aunque es capaz de toca cualquier instrumento, ella prefiere el teclado y la percusión. Ella es lista y manipuladora, usualmente incitando a sus hermanas mayores a combatan en vez de hacer sus propias batallas.
- Youmu Konpaku (魂魄 妖夢 Konpaku Yōmu?) – La jefa y subjefa del nivel 5 y la subjefa del nivel final, una subordinada de Yuyuko que atiende su jardín. Con su suprema concentración, los cortes con su espada parece como si el tiempo se ralentizada o el instante de un parpadeo. Siendo ella la mezcla de humano y yūrei, ella es una mitad-humana mitad-espectro, y el gran yūrei que siempre la sigue es el realidad la mitad-yūrei de su cuerpo. Debido a que ella tiene una personalidad diligente y sencilla, ella es usualmente manipulada por aquellos que la rodean (especialmente por Yuyuko).
- Yuyuko Saigyouji (西行寺 幽々子 Saigyōji Yuyuko?) – Jefe final, la princesa fantasma de la pagoda del inframundo, Hakugyokurō, y quien sin querer atrae a sus víctimas a sus muertes con su habilidad de «manipular muerte». Esta habilidad suya cuando ella aún era una humana viva la llevó eventualmente a suicidarse, utilizando su vida para sellar una antiguo mal que reside en un árbol de cerezo yōkai. Yuyuko, en una primera vista, parece ser una boba; sus pensamientos parecen estar principalmente centrados en cómo molestar a su jardinera y sirviente, Youmu, y anticiparse para su siguiente comida todo el tiempo. Sin embargo, su modo habitual oculta una mente más afilada y un percepción casi sobrenatural. Su danmaku es caracterizado por sus balas en forma de mariposas.
- Ran Yakumo (八雲 藍 Yakumo Ran?) – Jefe del nivel extra y subjefe del nivel fantasma. Una zorro de nueve colas yōkai la cual Yukari Yakumo hizo su shikigami. Ella es considerada poderosa incluso sin la ayuda de su maestra; entre otras cosas, ella usa su poder para mantener a su propia shikigami, Chen. Debido a que Yukari duerme doce horas al día, ella se encarga del trabajo durante ese tiempo, por eso ella pelea contra las heroínas en el juego antes de que Yukari se despierte.
- Yukari Yakumo (八雲 紫 Yakumo Yukari?) – Jefe del nivel fantasma después del nivel extra. Una antigua ser yōkai quien controla las fronteras de todas las cosas, ambas físicas y metafóricas. Ella es una buena amiga de Yuyuko y la auto-impuesta cuidadora del sello entre Gensokyo y el mundo exterior. Sin embargo, ella está dormida la mayoría de tiempo, dejando todo el trabajo a su shikigami Ran y a la shikigami de Ran, Chen. Cuando no lo está, ella tiende a entretenerse sacando a humanos no preparados del mundo exterior y dejándolos en Gensokyo. Una yōkai muy irresponsable.

## Historial de lanzamientos
La primera demo de Perfect Cherry Blossom fue lanzada en la 63.ª Comiket el 30 de diciembre de 2002. Otra demo con solamente la banda sonora hecha con MIDI fue lanzada gratuitamente en la web el 26 de enero de 2003. La versión final fue lanzada el 17 de agosto de 2003, en la 64.ª Comiket, mientras la distribución en las tiendas dōjin empezaron el 7 de septiembre del mismo año. ZUN, el único miembro de Team Shanghai Alice, hizo otra versión del juego para el primer Reitaisai, el cual ocurrió el 8 de abril de 2004, donde un torneo por la puntuación más alta tuvo lugar. La versión presenta música de fondo y diálogos cambiados para el nivel fantasma. La nueva pista está incluida en el CD dōjin Cradle -tōhō gegakushi den- (Cradle -東方幻樂祀典-?) -東方幻樂祀典-) por Sonar Sepher.
ZUN ha dicho que Perfect Cherry Blossom no es un juego muy inteligente, diciendo que desde que entonces mucha gente nueva está jugando sus juegos, y sería bueno tener más fanservice, pero esto es en realidad solo más de lo mismo. Dice que esto es a propósito, desde que los juegos dōjin le dan la libertad para crear lo que le gusta en opuesto a las compañías de videojuego donde el objetivo principal es atraer más clientela siempre.